# Пурпурната роза от Кайро
Пурпурната роза от Кайро (на английски: The Purple Rose of Cairo) e американски игрален филм мелодрама, излязъл по екраните през 1985 година, режисиран от Уди Алън, който е автор и на сценария и с участието на Мия Фароу, Джеф Даниълс и Дани Айело.

## Сюжет
Сесилия е влюбена в киното и не пропуска филм в кварталния салон. Един ден героят от поредния филм забелязва Сесилия, заговаря я, слиза в залата при нея и оставя филмовото действие в невъобразим хаос.

## В ролите
| Актьор        | Роля                      |
| ------------- | ------------------------- |
| Мия Фароу     | Сесилия                   |
| Джеф Даниълс  | Том Бакстър / Джил Шепърд |
| Дани Айело    | Монк                      |
| Едуард Херман | Хенри                     |
| Джон Ууд      | Джейсън                   |
| Дебора Ръш    | Рита                      |
| Зоуи Колдуел  | Графинята                 |
| Ван Джонсън   | Лари Уайлд                |
| Карън Акерс   | Кити Хейнс                |
| Мило О'Шей    | Отец Донели               |
| Даян Уийст    | Ема                       |
| Глен Хейдли   | Проститутка               |